# واشاروش‌میشکه
واشاروش‌میشکه (به مجاری:  Vásárosmiske) یک شهرداری در مجارستان است که در واش واقع شده‌است. واشاروش‌میشکه ۱۳٫۴۲ کیلومتر مربع مساحت و ۳۶۵ نفر جمعیت دارد.